# Der Traummann – Liebe ohne Grenzen
Der Traummann – Liebe Ohne Grenzen ist eine deutsche Doku-Soap, die auf RTL II ausgestrahlt wird. 

## Konzept
In der Sendung versuchen Single-Frauen und -Männer, ihren potenziellen Partner in einem anderen Land zu finden. Dabei kann es zu Problemen mit Einwanderungsbestimmungen, Sprachbarrieren, kulturellen Unterschieden sowie finanzieller Art kommen. Zudem ist die Zustimmung der Familien von Bedeutung.

## Produktion und Ausstrahlung
Die erste Folge wurde am 18. Juli 2012 auf RTL 2 ausgestrahlt. Bisher wurden 23 Folgen verteilt auf 3 Staffeln produziert. Eine Pilotfolge startete bereits am 11. Juli 2011.
| Staffel 1 (2012) |                  |
| Nr.              | Erstausstrahlung |
| 1                | 18. Juli         |
| 2                | 25. Juli         |
| 3                | 1. August        |
| 4                | 8. August        |
| 5                | 15. August       |
| 6                | 22. August       |
| 7                | 29. August       |
| 8                | 10. September    |
| Staffel 2 (2014) |                  |
| Nr.              | Erstausstrahlung |
| 9                | 21. April        |
| 10               | 28. April        |
| 11               | 28. April        |
| 12               | 5. Mai           |
| 13               | 12. Mai          |
| 14               | 19. Mai          |
| 15               | 26. Mai          |
| 16               | 2. Juni          |
| 17               | 2. Juni          |
| 18               | 2. Juni          |
| Staffel 3 (2016) |                  |
| Nr.              | Erstausstrahlung |
| 19               | 22. August       |
| 20               | 29. August       |
| 21               | 5. September     |
| 22               | 12. September    |
| 23               |                  |

## Rezeption
Focus Online meint, RTL II kümmere sich um die Liebe mit maximaler Lieblosigkeit und kritisiert das Niveau der Sendung.